# 後藤鉄郎
後藤 鉄郎（ごとう てつろう、1953年7月16日 - ）は、兵庫県川西市出身の日本の写真家。筆名は「後藤鐵郎」の表記を用いる。  

## 経歴
大阪府立豊中高等学校を経て、日本大学芸術学部写真学科を卒業した。1976年(株)ササキスタジオに入社。AZビジコム(株)写真部（1980年）を経て、2014年に（株）イゾラを設立した。
1999年・2001年・2002年度のカネボウ水着モデルキャンペーンの撮影を担当する。
ヨーロッパ数カ国、中近東、カナダ、オーストラリア、アメリカ、南大平洋などでの撮影歴がある。
『年鑑 日本の広告写真』に複数にわたり入選している。
『コマーシャルフォト』別冊『フォトグラファーズファイル』(2011年から2020年までの各年度）に作品が掲載されている。

## 写真展
- 1988年2月-　『 旅からのメッセージ 』2.15-20  大阪 コダックフォトサロン  カラー35点
- 2000年10月- 『 ａ Ｂｏｏｋ 』10.13-19  大阪 フジフォトサロン  カラー30点
- 2009年4月-5月  『 Pacific Breeze 』4.15-5.6  東京 ギャラリー イー&エム西麻布 カラー30点
- 2013年7月- 『 West Coast 1980〜』7.7-21  大阪 ブルーム•ギャラリー  モノクロ26点
- 2016年6月- 『 Vita Italiana  -ヴィータ イタリアーナ-  』6.24-30 大阪 富士フイルムフォトサロン  モノクロ25点

## 著書
- 森村桂 • 後藤鉄郎 「後藤鐵郎」 『いまでも天国にいちばん近い島-物語と写真で甦るニューカレドニア心の旅』 PHP研究所、2002年6月28日、128頁。 ISBN 4-569-62240-2
- 後藤鉄郎 「後藤鐵郎」 『Vita Italiana』 リブロアルテ、2014年5月4日、48頁。 ISBN 4-89610-828-0